# Villers-Patras
Villers-Patras is een gemeente in het Franse departement Côte-d'Or (regio Bourgogne-Franche-Comté) en telt 93 inwoners (2009). De plaats maakt deel uit van het arrondissement Montbard.

## Geografie
De oppervlakte van Villers-Patras bedraagt 6,2 km², de bevolkingsdichtheid is dus 15 inwoners per km².
De onderstaande kaart toont de ligging van Villers-Patras met de belangrijkste infrastructuur en aangrenzende gemeenten.

## Demografie
Onderstaande figuur toont het verloop van het inwonertal (bron: INSEE-tellingen).